# Плюмбомикролит
Плюмбомикроли́т (англ. Plumbomicrolite) — минерал, сложный оксид из группы микролита. Химическая формула (Pb,Ca,U)2(Ta,Nb)2O6(OH). Имеет жирный блеск, среднюю твёрдость и высокую радиоактивность. Впервые был найден в Заире.

## Местонахождения
Происхождение магматически-пегматитовое, встречается в амазонитовых жилах и в россыпях. Впервые этот минерал был найден в Заире. Позже его нашли и в России — на Кольском полуострове и на Урале. Плюмбомикролит находили и в других странах, например, в Норвегии.